# Catoptria viridiana
Catoptria viridiana là một loài bướm đêm trong họ Crambidae.